# 3dfx

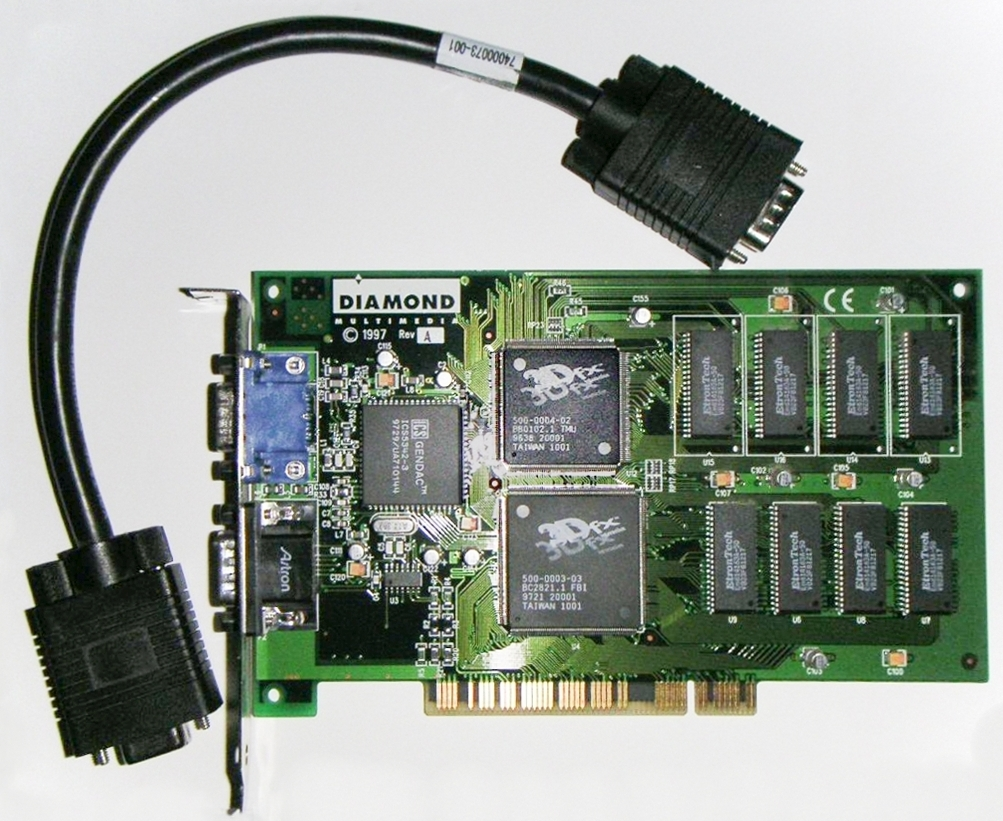
3dfx Voodoo1 (Monster 3D)

3dfx Interactive（スリーディーエフエックス インタラクティブ）は、かつてアメリカ合衆国に存在していたハードウェアメーカー。3dfxのブランドでビデオチップおよびビデオカードを製造していた。元SGIの社員が創業し、PC向けの高性能な3Dグラフィクスの実現に注力した。1990年代後半の3Dグラフィックスカード市場を牽引した。3dfxが自社プロセッサ向けに用意した独自APIのGlideは、標準APIのDirectXよりも高性能であったが、後に優位性は無くなった。

## 歴史
1994年に米国のカリフォルニア州サンノゼ市で、SGIからのスピンアウトによりファブレスのグラフィックチップベンダーとして設立される。
1995年にゲーム向けに特化した3DアクセラレータチップVoodooを発表した。そして、Voodoo専用に処理が最適化され、レンダリング時の色数を抑制した16bitカラー（65536色）としてメモリバンド幅の消費を節約した、超高効率なAPIであるGlideも用意された。このVoodooとGlideの組み合わせにより、比類なき性能の高さを実現し、一世を風靡した。制約が厳しい当時の家庭用PC上で、アーケードゲームに肉薄する程の品質と速度で3Dグラフィックを描画させることが出来たため、驚異的であると評価された。その後もチップのアーキテクチャの改善を行い、Voodoo2では2つのGPUで描画領域を分担することで並列化するSLI機構の搭載、更に2Dの処理も可能となったVoodoo Banshee、Voodoo3などを発表した。この時期は、先進的な機能を惜しげもなく開発し製品に実装することで、常に他社に大きな差を付けていた。宣伝と性能に関する口コミにより順調に業績を伸ばし、その性能の高さを評価した企業からGlideに対応するゲームが数多く発売され、最終的にはヘビーな3Dゲーマーの間でシェア寡占状態とも言える程の圧倒的な支持を得るに至った。MicrosoftがGlideに触発されて開発を開始したGPUの種類を選ばない汎用3DグラフィックスAPIであるDirect3Dと比較しても圧倒的な高性能を誇っていた。
1998年にはグラフィックカードベンダーのSTB Systems社を買収、チップの設計からグラフィックカードの製造販売までを網羅する総合グラフィックカードメーカーへの業態転換を実施した。さらに、2000年にはタイリング技術を利用し低負荷かつ高性能な3Dグラフィックチップ開発を行っていたGigapixel社を買収している。
しかし、1998年の総合グラフィックカードメーカーへの転換は従来チップ供給を行っていた他のグラフィックカードメーカー各社の反感や反発を買い、その後も各社へグラフィックチップ供給を続けたNVIDIAおよびATI Technologiesによって3Dグラフィックチップ市場が寡占化する原因の一つとなった。また、競合他社製品の急激な性能向上によるVoodooシリーズの相対的な性能低下や市場におけるグラフィックカード価格の低下による収益性の悪化などもあって、業績は伸び悩んだ。このため、会社の命運を賭けて開発が進められていたVSA-100チップを搭載するVoodoo4/5シリーズの不振が決定的となった2000年の終わりに、その主要技術と資産は7000万ドルの現金と100万株のNVIDIA株と引き換えに同社に売却され、3dfxは業務停止に至った。

### Voodoo Bansheeまで

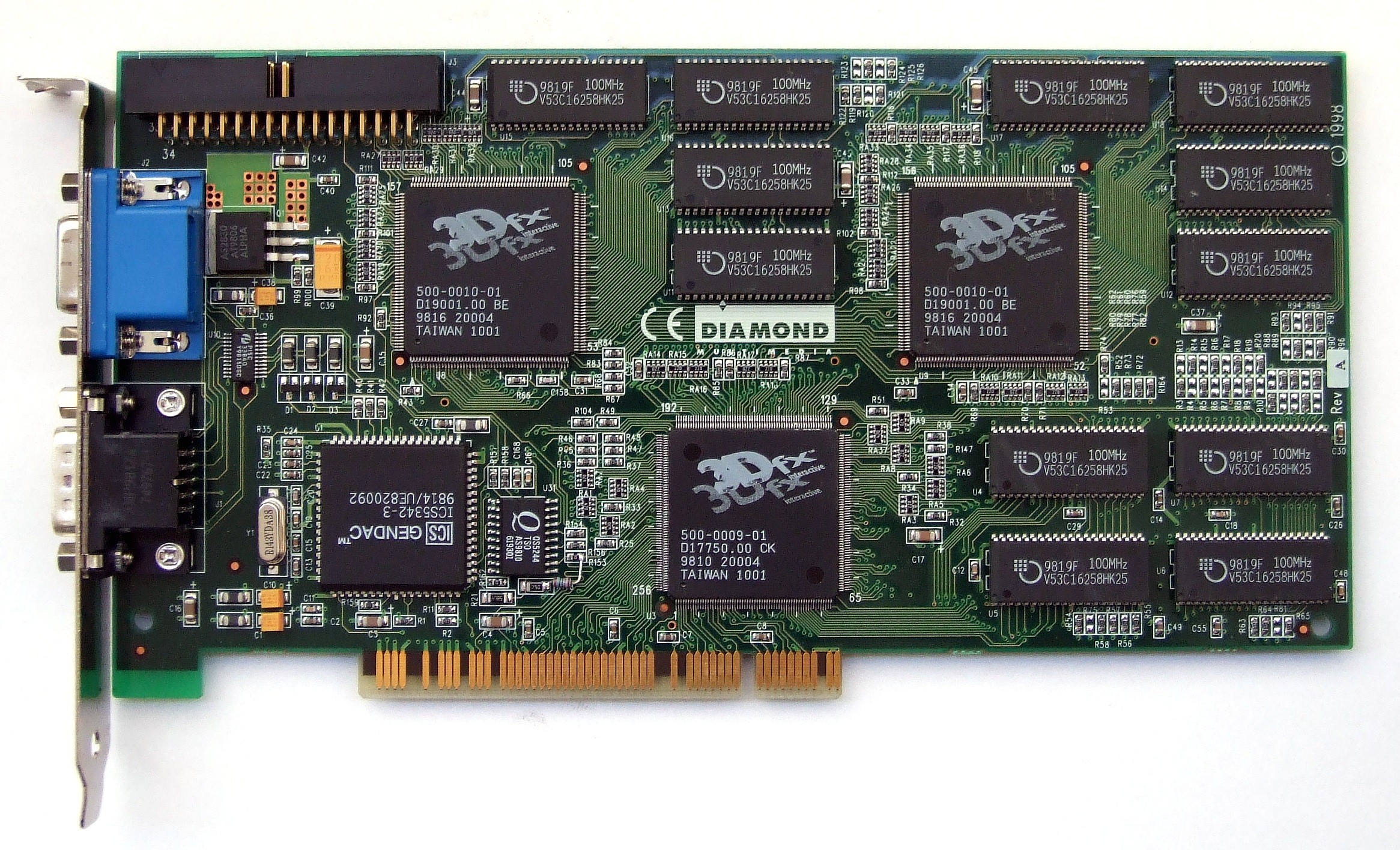
Diamond Monster 3D II - 3dfx Voodoo2

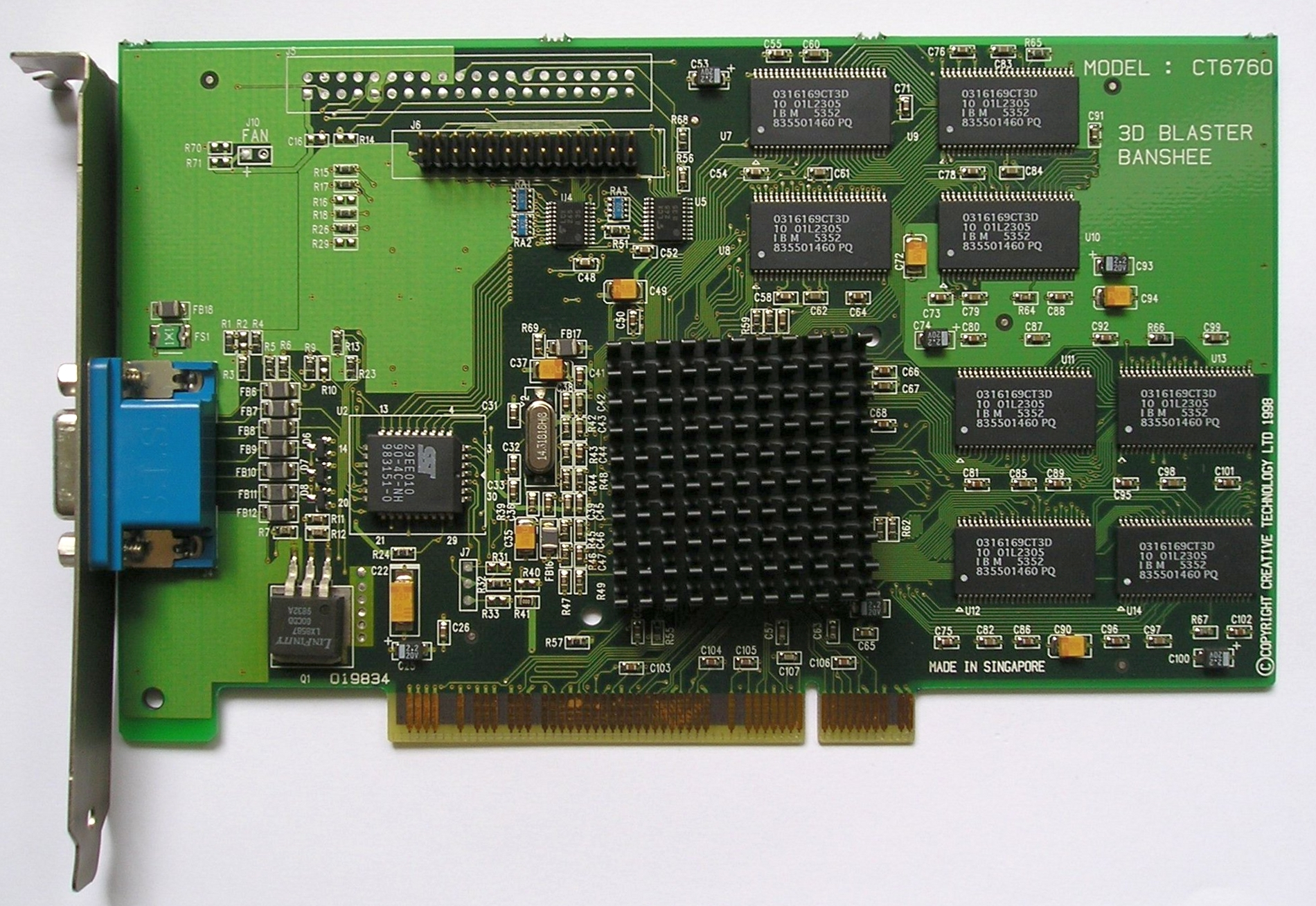
3dfx Voodoo Banshee

3dfxは1995年にCOMDEXにてVoodooを発表。これは一般的なPCに取り付けると、基本となるVGA互換コントローラに代わって3Dの高速描画を実現するグラフィックアクセラレータである。その仕組みは、通常のGDI描画をはじめとする2D描画については既存のビデオカードやオンボードのグラフィックコントローラが実行し、3D描画に限ってPCIバスに追加されたVoodooが実行する、というものである。このため、既存のビデオカードやグラフィックコントローラのアナログRGB出力をVoodooの入力端子に接続、VoodooのアナログRGB出力をモニターに接続するというもので、2D描画時にはVoodooのデバイスドライバがVoodoo上のリレースイッチ経由で入力されたアナログRGB信号をそのままパススルー出力し、3D描画時のみこのスイッチを切り替えてVoodooの画像出力をモニターに表示させるという仕組みを取っていた。同時期に同じく独自規格のAPIを利用する3D専用アクセラレータとして、イギリスのビデオロジック社が開発しNECなどがチップ生産を担当したPowerVRが存在したが、こちらは既存のビデオカードのVRAMにPCIバス経由で直接表示データを書き込んで表示するというものであり、既存のビデオカードの性能にも左右される、チップセットなどと相性があるなどの問題があった。
3dfxは1997年にVoodooチップのサブセット版に他社製VGA互換チップを組み合わせることで、他のグラフィックカードなしでのスタンドアローン動作を可能としたVoodoo Rushを発売している。もっともこのVoodoo Rushはカード上のメモリに対する読み書きで3D描画にかかわる処理を完結していた初代Voodooと比較すると、テクスチャメモリは独立して搭載されているものの、実際の画面表示は2D描画を担当するVGAチップに接続されているフレームバッファ用VRAMに対し、画面リフレッシュの隙を縫う形で3D側で演算・描画した表示データを書き込む、という動作を行うため3D性能の低下が顕著で、Glide対応にもかかわらずこのカードのみ非対応とされたソフトが少なからず存在した。また、同時期の競合他社製品と比較して2D用VGA互換コントローラの性能が著しく低く交換できないことや、VGA互換コントローラを含め3つのコントローラチップと多数のEDO DRAMチップを搭載せねばならず低価格化が難しかったこともあって市場での評価は低く、このシリーズは比較的早く生産中止になっている。
1998年には、テクスチャ演算ユニットを2基搭載として3D描画を高速化、加えてSLI（Scan Line Interleave）を採用、2枚搭載とすることで更なる高速化を可能としたVoodoo2の発売により、3dfx社は高性能3Dアクセラレータメーカーとしての地位を確固としたものにする。しかし、Voodooはあくまで3D描画専用の補助装置であったので、通常のビデオチップ、ビデオカードメーカーとの市場の住み分けが出来ていた。
1998年の年末に発売されたVoodoo BansheeはVoodoo2のアーキテクチャを基本としつつVoodoo系チップとしては初めてVGA上位互換の2D描画機能を搭載、メモリインターフェイスをEDO-DRAM対応から当時最新のSDR-SDRAM対応に変更、テクスチャ演算ユニットを1基搭載としてVoodoo2から半減、その代わりコアの動作クロックを引き上げてバス幅を128ビットに倍増、1チップ構成ながらカード単独では3チップ構成のVoodoo2に迫る3D性能を実現した。このVoodoo Bansheeはメモリインターフェイスの128ビット化などの威力によって同時期の他社製品と比較して2D描画も非常に高速で、2D/3D共に高性能なバランスのとれた製品となった。このため、安価で優れた製品を開発できるアジア勢のビデオカードメーカーもこぞってVoodoo Bansheeを採用したビデオカードを製造し、その結果、1998年のクリスマス商戦の際にはVoodoo Banshee搭載製品が多数市場に出回った。このVoodoo Bansheeの成功によって3dfxは有力グラフィックコントローラメーカーとなり、ATIやMatrox、S3といった有力メーカー各社とシェアを争うようになった。

### Voodoo3以降の致命的な失敗
1998年末、3dfxはビデオカードメーカーSTB社のメキシコ工場を純正ビデオカードの製造・販売のため買収すると発表した。この買収は、ビデオカードメーカー各社との協力体制で生産しお互いに利益を得ていくビジネスモデルから、Voodoo Bansheeの後継製品Voodoo3搭載カードは自社工場での製造のみとし3dfxのみで全ての利益を総取りするというビジネスモデルへの一方的な路線変更でもあった。3dfxが「ビデオチップベンダ」から、Matrox、ATIのような自社ブランド重視の「メーカー」でも行わないような完全な独占による生産・販売体制を敷くという極端な路線変更は、それまで3dfx社の製品を採用していたビデオカードメーカーにとっては死活問題となった。その理由としては、3Dグラフィックス性能において常にトップパフォーマンスを実現するVoodooシリーズは、ビデオカードの購入層であるゲーマーにとってほぼ唯一の選択肢であったからである。実際に、当時最高の描画品質を誇っていた「Unreal」や「Quake2」といったゲームでは、MATROX、S3、ATI、NVIDIAが生産するDirect3Dのみ対応のビデオカードでは高解像度にすると非常に重く、場合によってはゲームプレイが困難になる状態に陥っていたが、Voodoo3はGlideとの組み合わせで常時60fpsを叩き出すほどであった。Voodoo3は機能面では前世代のVoodoo Bansheeと大差なかったが、グラフィックコアの高クロック動作（183MHz駆動）でGlide対応ソフトにおいてSLI構成のVoodoo2を上回る圧倒的な描画速度を実現しており、RIVA TNTやRAGE 128、Permedia 3といった発売時点での他社のライバル製品をまったく寄せ付けない描画速度を見せ付けていたことは事実であった。描画速度では未だ世界でNo.1の座に居たVoodoo3ではあったが、人間の視覚にとって不十分な16bitの色数に固執する姿勢や、販売方法変更の影響から3dfxに対して報道ではすでに将来性に懸念を投げかける声が出ていた。
当時の3dfxは、最新のVoodoo3チップは自社製品にのみ搭載し、旧式のVoodoo BansheeとVoodoo2ならば他社へ供給しても良いという、ビデオカードメーカーを最新技術から締め出すような対応を行っていた。この対応は多くの友好的だったメーカー各社の離反を招き、それらのメーカーは次善の策としてそれまでVoodooに比べ3Dゲームの性能面では劣るとされていたが標準APIのDirect3Dには適しているS3やNVIDIAの製品を採用するようになった。Voodooシリーズの優位性に基づくこの路線変更は3dfxにとって致命傷となった。Voodoo3搭載カードを自社工場のみで製造するという完全独占の試みは、製品の発売の大幅遅延を招き、収益に深刻な打撃を与えただけでなく、他社は続々とNVIDIA製品への切り替えを行ったため、Voodooはゲームにおけるデファクトスタンダードの地位を失うことになった。3dfxの誤算は、チップ開発以降の工程こそがもっとも莫大なコストがかかり、かつ人的管理などが難しい工程であることを無視したことにあった。方針転換前の3dfxのようなチップベンダであれば研究・開発・設計までを行えば良いが、一元生産を行うメーカーとなれば、それまで各ビデオカードメーカーが行っていた、その後のカード試作・生産準備・調達・生産・販売・アフターフォローといった、工程のすべてを自社で行う必要が生じることになる。多数の人間を雇用し、安全管理や労務者の健康管理まで行う工場経営は簡単にできるものではなかった上に、自社で販売する場合には世界中に販売のための現地法人を作り、協力会社と提携する必要も生じるため、量産から販売までの工程は多大な投資を必要とするものであった。マーケティングにおいてもそれまで友好的な関係にあった世界中のビデオカードメーカーとの関係を悪化させることになり、自らの首を絞める結果となっていった。結果、1998年11月に発表されたVoodoo3の販売開始は1999年4月に遅れ、ビデオカードメーカーはNVIDIAやS3といった他社のチップベンダの製品を採用することになり、3dfxは磐石だったシェアを自ら明け渡すことになった。
発売されたVoodoo3 3000の3D描画についても描画速度以外は時代遅れな点が否めなかった。Voodoo3ではVoodoo Bansheeの仕様を踏襲し16bitカラーレンダリング限定とすることで、3Dゲーム向けでは24bit/32bitカラーレンダリングに対応した他社製品と比較して高い性能を叩き出したが、色数として人間の視覚に適合した24bit/32bit環境が急速に普及していたため、将来性が無いことは確実となっていた。人間の視覚でバンディングノイズを感知できなくなる色数は、最低でもRGB各色8bitの計24bitの色数が必要であり、半透明を表現するアルファチャンネルの8bitを加えると32bitの色数となる。他社製品は描画負荷が高くとも人間の視覚に適合した24bit/32bitの色数を前提として地道に改良が続けられ普及する中で、Voodooだけが不十分な色数の16bitを継続する方向性を取っていたため、世界標準からの乖離は致命的なものになっていた。
1999年7月にはビデオキャプチャ機能付きのVoodoo3 3500 TVも発売された。

### 解散まで
そして、1999年9月にNVIDIAが発表したハードウェアジオメトリエンジン搭載のGeForce 256の登場と、MicrosoftによるDirectX 7での3D描画機能サポートの大幅強化により、いつまでも独自技術にこだわり続ける3dfxが市場から追い出されることになる。
GeForce 256はDirectX 6世代までのものとは次元の異なる機能・性能を備えた新世代のグラフィックチップであり、24bit/32bitの色数を前提として、ハードウェアT&L機能をはじめ画期的な新機能が数多く盛り込まれていた。このGeForce 256はDirectX 7で機能強化されたDirect3Dでの描画において、Voodoo3とGlideの組み合わせに匹敵する、ゲームによってはVoodoo3を引き離す性能を叩き出した。この時、Voodoo3はジオメトリエンジンを搭載しておらず、加えて16bitの色数を前提としていたため、Voodoo3とGlideの優位性は完全に失われた。それまでも3dfx製品のみでしか使えないGlideから、汎用性の高いOpenGLやDirect3Dへ流れる動きはあったが、16bitカラーレンダリングでのVoodoo+Glideのパフォーマンスに対抗するのに十分な性能の製品が他に存在しないという点がその妨げとなっていた。それゆえ、高解像度24bit/32bitカラーレンダリングの下でなお、Voodoo3+Glideに対抗しうる性能を発揮するGeForce 256の登場は、その障壁を一気に取り除いてしまったのである。
さらに、3D描画=全画面モード動作を事実上意味していたGlide環境とは異なり、デスクトップ上に表示されたウィンドウ上での3D描画を当然にサポートしていたDirect3Dの機能強化は、ゲームを楽しむユーザーに対するプレイスタイルについての新しい提案を含んでいた。Direct3Dでは、ゲーム起動時の画面切り替え時のクラッシュを無くすことができるようになった上に、ゲームにおいても通常のアプリケーションと同様のウィンドウ操作ができるようになったのである。この機能強化は、ゲームの利便性が大幅に高まる切っ掛けにもなった。
これに対抗すべく、GeForce 256登場からわずか2ヵ月後の1999年11月開催のCOMDEX/Fall'99において、3dfxは次世代製品としてVSA-100を搭載したVoodoo4、Voodoo5の発売を発表した。VSA-100はGeForce 256で注目を集めたハードウェアT&L機能はサポートしないものの、32bitカラーレンダリングをサポート、ハードウェアによるフルシーンアンチエイリアス (FSAA) 機能などの画質向上に効果の大きい新機能を多数搭載し、SLI接続による複数搭載を前提とした画期的なグラフィックチップであった。
Voodoo4はVSA-100チップを1基、Voodoo5はVSA-100を2基ないしは4基搭載し、Voodoo5はこれらVSA-100をカード上でSLI接続することでスケーラブルな性能向上を実現することを目指したもので、スペックシート通りの性能を発揮できるのであればGeForceを遥かに上回る性能を持つ、ゲーマーにとって福音となりうるものであった。
だが、1998年の経営路線変更のゴタゴタからVoodoo4、Voodoo5の開発は大幅に遅れて発売のめどはまるで立たず、衝撃的かつ極めて市場競争力の高いライバル製品が出現しシェアを伸ばしているのに、3dfxは相も変わらずVoodoo3を販売し続けていた。

しかし、3Dゲーム開発は確実により高性能であるGeForce 256+DirectX 7をメインターゲットとするようになってきており、ハードウェアT&L機能を持たず16bitカラーレンダリングにしか対応しない旧世代のVoodoo3+Glideでは対応できないゲームが登場するのは時間の問題であった。さらに、この時点でいまだ発売の目処すら立たなかったVSA-100自体にも問題があった。その3D描画性能は突出していたものの、製造プロセスが同世代の他社製チップと比較して明らかに旧式で、トランジスタ数の割に消費電力が過大である、という問題があった。これは上位機種ほど搭載されるVSA-100の数が増えるVoodoo5では特に深刻な問題で、補助電源入力を別途カードに搭載せねばならず、また競合他社の製品と比較して明らかに大きな発熱にも悩まされることとなった。
とはいえ、これでももし発売予告どおりにVoodoo4・Voodoo5が発売されていたならば、それらの性能面と人気から3dfxの返り咲きは不可能ではなかったが、現実には発売のアナウンスばかりで発売の目処はまるで立たなかった。Voodooのブランド力はこの時期でも絶大であったが、世界中の3Dゲーマーは発売延期のアナウンスの繰り返しばかりに失望し、3dfxの信用も地に落ちた。一方でNVIDIAはセールス・開発に積極的に動き、アジアメーカーの安価なビデオカードに採用されることでGeForceの価格も下がり、低価格な上に高性能なチップとユーザーの評価とシェアが磐石になりつつあった。
2000年4月にはGeForce 256を基本としつつテクスチャ処理などを大幅に強化したGeForce2 GTSが登場。
3dfxの新チップVSA-100を2基搭載したVoodoo5 5500は発売が大きく遅れ、2000年の6月にようやく登場し:2、当時のベンチマークテストなどでNVIDIAのGeForce2 GTS以上の性能を発揮した。
Voodoo5は当時としては画期的な新技術が搭載された豪華なカードではあったが、出る時期があまりに遅すぎ、もはやGeForce2 GTSに対して若干優れてはいても、それほどの性能差の違いはなく、優位を完全に取り戻すことはできなかった。しかも、2000年8月にはNVIDIAがGeForce2 GTSをより高クロックでの動作に対応させたGeForce2 Ultraを発表、同年10月には製品が出回り始め、GeForce2 GTS比で20パーセント前後の性能向上を達成、Voodooを再び引き離し始めた。
実際に発売されたVoodoo5は扱いの困難なフルサイズPCIカードであり、ミドルタワー以上のケースでなければ搭載が難しいという難点を抱えていた。さらに、搭載されたVSA-100は先述の通り旧式な製造プロセスを採用した結果、発熱が非常に激しく適切なエアフローが確保されたケースでなければしばしば熱暴走を起こす、拡張スロットからの給電では必要な消費電力をまかなえず、別途外部電源接続をしなくてはならないなど、パワフルな性能にこだわるあまり、この時期の市場におけるPCの小型化志向、エコな省電力性、ユーザーの利便性、製品の普及性や製造コストなどからは完全に時代に逆行するようなカードになってしまっていた。コンパクトで十分に高性能、かつ気軽に使えるGeForce2 GTSやGeForce2 Ultraと比較して、余程のVoodooのヘビーユーザーでもなければ購入を躊躇するような商品と化してしまっていた。
VSA-100を1基搭載した低価格帯向けのVoodoo4 4500は2000年9月にようやく発売されたが:2、すでにパフォーマンス市場・メインストリーム市場ともにGeForceシリーズが完全にシェアを抑え、普及していた。また、この時期にはATIもGeForceシリーズ対抗としてハードウェアT&LをサポートしたRadeonシリーズの第一世代製品 (Radeon 256) を市場に投入し始めており、GeForceシリーズに先行して製造プロセスの微細化を実現し、そうした集積度の向上を背景とした高いチップ性能と低廉な販売価格で高い評価を獲得しつつあった。
半導体業界のアナリストの中には1999年のクリスマス商戦までにVoodoo5を投入できなかった時点ですでに企業としての3dfxの運命は決まっていたと見る者もいる。
かつて3dfxのVoodooチップを購入していたビデオカードメーカー各社も、Voodoo3時代の3dfxのチップ供給停止の際にNVIDIAやATI製のチップへ自社グラフィックカード製品の搭載チップを切り替えており、世界中のビデオカードメーカーがGeForceやRadeonを普及させることとなり、市場競争で価格が下がり機能や性能が急速に向上してゆく中で、高価な自社ブランドの新製品を出しても取り残された感は否めなかった。
2000年11月には工場も売却。ハイエンドモデルとして計画されていた、VSA-100を4つ搭載するVoodoo5 6000の発売がないまま:2、2000年12月にはついにグラフィックスに関連する資産をNVIDIAに売却し、解散することになった。
NVIDIAによる3dfxの買収は2001年9月に完了している。3dfxの解散以前にNVIDIAと3dfxが相互に特許侵害についての訴訟を起こしていたが、この買収をもって和解が成立している。
吸収された3dfx開発チームは、その後NVIDIAが2002年11月に発表したGeForce FXシリーズの開発に関わっている。GeForce FXシリーズもまた、GeForce FX 5800 Ultraなどの上位機種で極端な高発熱に悩まされ、その対策として採用された冷却システムが後日当のNVIDIA自身による自虐ネタの対象となるなど、決して成功作とは言えなかった。だが、同シリーズで取り込まれたVoodooシリーズに由来する技術の多くは現在もなお定番の技術として普及し、広く採用され続けている。

## 製品
以下は3dfxが販売したグラフィックカードである。発表日時順に説明、スペックが掲載されている。
Voodoo Graphics
1995年11月6日発表。接続バス:PCI
初代Voodoo。テクスチャ処理とピクセル処理の2つの機能を別々のチップに搭載した2チップ構成で3Dグラフィック機能のみを提供し、2Dグラフィック機能は持たない。そのため、2Dグラフィック機能を持つカードのアナログRGB出力端子とVoodooカードの入力端子をケーブルで接続し、Voodooカードに搭載されたリレースイッチで2D、3D時に表示を担当するグラフィックカードを切り替えるようになっていた。
- Voodoo［Core:50MHz Mem:50MHz(EDO-RAM 最大6MB 64bit * 2)］

Voodoo Rush
1996年8月21日発表。接続バス:PCI
2Dと3D両方のグラフィック機能を持つエントリーモデル。Voodoo Rushそのものは初代Voodooの機能を簡素化した2基の3Dグラフィックチップで構成され、DAC内蔵のVGA互換グラフィックチップとしてAlliance社のProMotion AT25などを同一基板上に別途搭載する。こうすることで、2Dと3Dの双方のグラフィック機能を1枚のカードで実現している。2D用フレームバッファに4MB、3D用テクスチャメモリに2MBか4MBのEDO-DRAMを搭載可能であった。ただしVoodoo Rushは前述のように機能簡素化と性能低下が響いて初代Voodooに最適化したGlide対応ゲームで非対応とされるケースが少なからず存在したことなどから不評を買った。
- Voodoo Rush［Core:75MHz Mem:75MHz(EDO-RAM 最大8MB 64bit * 2)］

Voodoo 2
1997年11月3日発表。接続バス:PCI
初代Voodooと同じく3Dグラフィック機能のみを提供する。初代Voodooと比較してテクスチャ処理チップを2基とピクセル処理チップを1基の3チップ構成とすることで、テクスチャ処理パイプラインを並列化して描画処理を高速化している。表示方法も初代Voodooと同様に2D用のグラフィックカードとケーブルで接続し、2D、3D時に映像出力を切り替えて表示する。また、2枚のVoodoo2カードを専用ケーブルで内部接続し、演算処理を並列化させることで3Dグラフィック描画性能を向上させるSLI技術が採用された。
- Voodoo 2［Core:90MHz Mem:90MHz(EDO-RAM 最大12MB 64bit * 3)］

Voodoo Banshee
1998年6月22日発表。接続バス:PCI/AGP 1x
2Dと3D両方のグラフィック機能を持ち、VGA互換VIDEO BIOSを搭載する。メモリインターフェイス変更に伴うデータ転送レートの低下でやや劣るものの、3D描画性能は概ねVoodoo2カード単体に相当する。Voodoo Rushと違い、1チップで2D・3Dグラフィック機能を共にサポートしており、DirectXへの対応も改善されている。この製品以後の3dfx製グラフィックチップには全て2Dグラフィック機能が搭載されている。
- Voodoo Banshee［Core:100MHz Mem:110MHz(SDRAM/SGRAM 最大16MB 128bit)］

Voodoo3
1998年11月16日発表。接続バス:PCI/AGP 2x
Voodoo Bansheeの改良型であり、Voodoo2のSLIと同程度の3D性能を発揮する。TVチューナー機能付の製品も発売された。なお、このシリーズではPower Macintosh対応でOpen Firmware規格準拠のファームウェアが別途提供されるようになっており、VGA-BIOSを格納するためのFLASHメモリチップにこのファームウェアを書き込み、Mac OSにファームウェア同梱の機能拡張書類をインストールすることでMac対応に変更できた。
- Voodoo3 1000［Core:125MHz Mem:125MHz(SGRAM 最大8MB 128bit)］
- Voodoo3 2000［Core:143MHz Mem:143MHz(SDRAM/SGRAM 最大16MB 128bit)］
- Voodoo3 3000［Core:166MHz Mem:166MHz(SDRAM/SGRAM 最大16MB 128bit)］
- Voodoo3 3500［Core:183MHz Mem:183MHz(SDRAM/SGRAM 最大16MB 128bit)］

Velocity
1999年7月27日発表。接続バス:AGP 2x
Voodoo3のローエンドモデル。
- Velocity 100［Core:143MHz Mem:143MHz(SGRAM 最大8MB 128bit)］
- Velocity 200［Core:143MHz Mem:143MHz(SGRAM 最大12MB 128bit)］

Voodoo4
1999年11月15日発表。接続バス:PCI/AGP 2x（ただしカードエッジは2ノッチだったのでAGPx4専用スロットにも装着可能）
Voodoo5の下位製品。Voodoo5で2基(未発売に終わったVoodoo5 6000であれば4基)搭載されたVSA-100チップを1基のみ搭載したカード。
Voodoo4・Voodoo5に搭載されているVSA-100チップは発表当時、搭載する事がトレンドであったハードウェアT&L機能を搭載していなかった。このため、ハードウェアT&L機能を利用したゲームではVoodoo4・Voodoo5は競合製品に比べて性能の低下幅が大きい。その一方でVSA-100チップはハードウェアFSAA (フルシーンアンチエイリアシング) 機能を持っており、FSAAを有効にしても当時の競合製品に比べ、性能の低下幅が小さかった。
これは、既存のゲームであってもFSAAに対応している事が多く、新規開発しなければいけないハードウェアT&L機能よりもハードウェアFSAA機能の方が有効であるという判断によるものであった。
2000年には　VooDoo4 4500 PCI for Macintoshもリリースされた
- Voodoo4 4500［Core:166MHz Mem:166MHz(SDRAM 最大32MB 128bit)］

Voodoo5
1999年11月15日発表。接続バス:PCI/AGP 2x
SLI技術により、VSA-100チップを並列動作させたカード。補助電源として4ピン電源を接続する。未発売に終わったVoodoo5 6000はVSA-100チップを4基搭載したカードであったが、カードサイズが長大で、専用電源が必要であった。AGPモデルのVoodoo5 5500はPentium 4以降主流になったAGP 4x専用スロットには装着不可である。
- Voodoo5 5000［Core:166MHz * 2 Mem:166MHz(SDRAM 最大32MB 128bit * 2)］
- Voodoo5 5500［Core:166MHz * 2 Mem:166MHz(SDRAM 最大64MB 128bit * 2)］
- Voodoo5 6000［Core:183MHz * 4 Mem:183MHz(SDRAM 最大128MB 128bit * 4)］

## 技術

### SLI
SLI(Scan-Line Interleave)は3dfxが開発しVoodoo2で導入された技術である。2基のVoodoo2チップをシステムに搭載させ、画面の走査線を奇数と偶数で分けることでそれぞれのVoodoo2チップが並列して描画する。当時の3D描画機能としては極めて高い水準にあり、他社製品を大きくリードした。
なお、Voodoo2の時代に開発されたSLI技術は、(3dfx買収後の) NVIDIAがPCI Express用に改良し、GeForceシリーズの機能の１つであるSLI (Scalable Link Interface) としてより高度な形で実装された。

### Glide
3dfxの提供していた3Dゲーム専用API。ライブラリは商用提供されていたが、1999年にオープンソース化されている。当時の他のAPIに比べて扱いやすく、高速に動作し、優れた3Dゲームが多数生まれる原動力にもなった。
この当時の3Dゲームの多くは画質が悪く描画が遅い「ソフトウェアレンダリングモード」、標準的なハードウェアアクセラレーションにより画質を向上させた「Direct3Dモード」、アーケードゲーム並みの最高峰の画質と高速描画ができる「Glideモード」が搭載されているものが多かった。
「ソフトウェアレンダリングモード」は文字通りビデオカードの3D性能を使えない環境のユーザー向けの救済措置であり、かろうじて描画できるといったもので、画質、描画スピードともに最低であった。
「Direct3D」はMicrosoftの開発したマルチメディアAPI「DirectX」のうちのひとつであり、現在では主流のAPIである。しかし、当時はその3D描画性能はGlideに遠く及ばず、かつ、ビデオカードへの負担も大きく、高解像度には向かなかった。
「Glide」は3dfxの開発したAPIであり、その高速性、描画の美しさは圧倒的であった。「Quake」「Tomb Raider」などに代表される3Dゲームの発展は「Glide」と「Voodoo」の存在があってこそであり、実際に「Quake」の開発は3dfxの協力があったため可能となったのである。 実際、当時のゲームをGlideとDirect3Dで描画し比べれば、その画質と高速性ははっきり体感できるほど、Voodoo+Glideの性能差は抜きん出ていた。
他のメーカーのビデオカードはDirect3Dのみの対応だが、3dfxのVoodooシリーズだけはGlideとDirect3D両方に対応しており、Glide対応のゲームでは自動的にGlideモードで描画されるようになっていた。 GlideとVoodooの組み合わせは非常に描画スピードが速く、NVIDIAやS3、Matrox、ATIなど他社のビデオチップの性能では描画できない表現でも容易く描画できたため、ゲーム開発者が存分に腕を振るいたい場合はGlideモードは必ず搭載していたのである。「Glideモード」による高速描画と高画質はVoodooシリーズ所有者のみの特権であったが、Voodoo Bansheeの時代には、世界中の多くのビデオカードメーカーがVoodooシリーズのチップを購入、生産していた。このため優れたゲームをプレイしたいユーザーは容易く、安価に様々なメーカーのVoodooビデオカードを購入でき、初代Voodoo以来の絶大なシェアもあり、安心して開発できたという事情もあった。
しかし、1998年に3dfxがVoodoo3を自社生産のビデオカードのみで使用し、他のビデオカードメーカーに供給しないという路線変更を発表したことから、世界中のビデオカードメーカーがDirect3Dしか対応できないNVIDIA、S3のビデオチップを採用するしかなくなるという事態になった。3dfxが自ら明け渡した市場シェアをGlideに対応しない他のメーカーの製品が埋めていくに従い、絶対数が多くなっていったそれらのチップを搭載するビデオカードのユーザーに配慮して、3Dゲームの開発メーカー各社もGlide依存を止め、Direct3DでもGlide程ではないものの相応の画質で遊べるゲームを開発するようになった。 3dfxの戦略転換は、単にVoodooという商品の販売シェアばかりではなく、それまで市場を支配していたGlideというゲーム用3DグラフィックAPIのシェアまでDirect3Dに明け渡していく結果となった。 そして、当初はGlideに比べ画質面や性能全般で劣っていたDirect3Dも、市場からの要求に従ってMicrosoftがDirectXのバージョンを上げる度にGlideとの性能差や機能差を急速に縮め、DirectX7のハードウェアT&L対応でGlideを追い越すに至った。

## その他
3dfxの開発したGPUがセガのドリームキャストで使用される可能性があったが、NECのPowerVR2が採用されることとなった。ドリームキャストのアーキテクチャーは、日本案とアメリカ案があり、社内コンペティションで日本案に決まったため、アメリカ案に採用されていた3dfxのチップが使われる事はなかった。
90年代後半から2000年代初頭にかけていくつかのゲーム会社が3dfx製チップを搭載したアーケードゲーム基板を市場に送り出している。アタリ (Gauntlet Legendsなど)、ミッドウェイ・ゲームズ、コナミ (サイレントスコープシリーズ、グラディウスIV -復活-など)、タイトー (サイキックフォース2012 (WOLFシステム)) などがそれに該当する。